# 小燕子 (动画)
小燕子是中国大陆上海美术电影制片厂制作的水墨动画片，讲述了小燕子随意丢弃燕子妈妈寻找的食物，最后在燕子妈妈教育下懂得劳动果实来之不易的故事。该片于1960年上映，是中国早期水墨动画代表作品之一。

## 剧情简介
片描写住在屋檐下的小燕子随意丢弃母亲辛勤觅来的虫子，在母亲教育下，自己外出觅食。寻找食物过程中，小燕子遇到喜鹊大婶。喜鹊大婶将自己捕获的虫子送给小燕子，小燕子把虫子带给燕子妈妈。燕子妈妈故意把小燕子把母亲辛苦觅来的小虫丢得遍地皆是，但小燕子不为所动。燕子妈妈猜出虫子不是小燕子自己捉的，于是让小燕子亲自去捉虫子。经过小燕子自己外出觅食，经过千辛万苦，最终捕获了虫子，同时也懂得了劳动果实的意义。

## 制作
制作厂：上海美术电影制片厂
编剧：费明修、曹丽华、裘谷芬
导演：张松林、浦家祥、韩斌
摄影：王世荣